# 1-е тысячелетие до н. э.
1-е (пе́рвое) тысячеле́тие до на́шей э́ры по пролептическому юлианскому / юлианскому календарю (с 1 января 45 года до н. э.) — тысячелетие с 1 января 1000 года до н. э. по 31 декабря 1 года до н. э. Ему предшествовало 2-е тысячелетие до н. э., за ним следовало 1-е тысячелетие нашей эры. Оно закончилось 2025 лет назад.
Эпоха Античности — расцвета Древней Греции и Древнего Рима, а также конкурирующей с ними Древней Персии. Эти цивилизации пришли в Средиземноморье и на Ближний Восток в качестве новых лидеров на смену угасающим цивилизациям Египта и Междуречья.

## События
- Железный век.

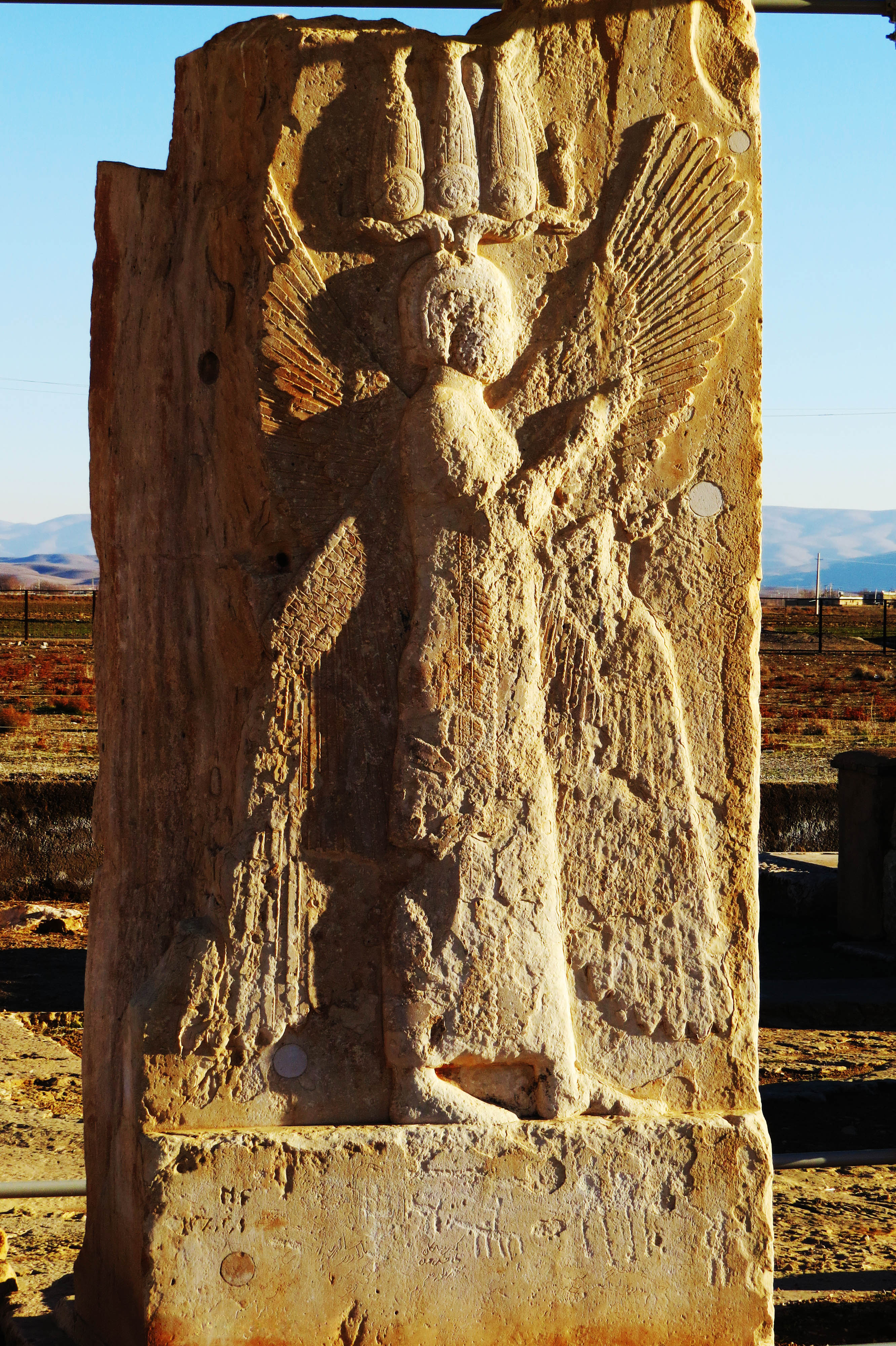
Кир Великий, основатель Персидской империи, на барельефе в Парсаргаде

- Древний Египет угасает как главная держава.
- Новоассирийское царство (934—609 года до н. э.)[1]. Правление Ашшурбанапала (669—627 года до н. э.).
- Осевое время (800—200 года до н. э.).
- Основан Ереван (782 год до н. э.).
- Основан Рим (753 год до н. э.).
- Кир II Великий завоевал Вавилон и создал Персидскую империю (VI век до н. э.).
- Учреждена Римская республика.
- Дарий I Гистасп максимально расширил Персидскую империю, которая простиралась от Греции на западе до Египта на юге и Пакистана на востоке (V век до н. э.).
- Воюют Спарта и Афины (Пелопоннесская война).
- Александр Македонский завоёвывает Персидскую империю (IV век до н. э.).
- Чандрагупта Маурья основал Империю Маурьев (IV век до н. э.).
- Ашока Великий максимально расширяет Империю Маурьев после завоевания большей части Индостана и Афганистана (III век до н. э.).
- Пунические войны и разрушение Карфагена.
- Китай объединяется при династии Цинь (III век до н. э.).
- Тигран Великий завоёвывает Парфию и Переднюю Азию.
- Кельты вторгаются в Западную Европу.
- Начало цивилизации Майя.
- Римская республика трансформируется в Римскую империю (I век до н. э.).

## Культура
- Широкое распространение железа.
- В 1-м тысячелетии до н. э. кельты для увеличения прочности колёс своих колесниц стали применять металлический обод.
- Финикийцы распространяют буквенный алфавит в Средиземноморье.
- Создано много философских школ.
- Написаны поэмы Гомера «Илиада» и «Одиссея».
- Написан Ветхий Завет (за исключением Книги Бытия, которая, предположительно, создана ранее).

### Наука
- ~ 600 год до н. э. — Открытие явления электризации тел (Фалес Милетский).
- 585 год до н. э. — Предсказание солнечного затмения (по саросу, Фалес Милетский).
- 550 год до н. э. — Географическая карта, идея бесконечности Вселенной (Анаксимандр).
- 540 год до н. э. — Соотношение сторон прямоугольного треугольника (Пифагор).
- Доказана теорема Пифагора.
- 450 год до н. э. — Предположение вещественности звёзд, Луна отражает солнечный свет (Анаксагор).
- 360 год до н. э. — Доказательства шарообразности Земли, идея конечности мира (Аристотель).
- 350 год до н. э. — Идея вращения Земли (Гераклид Понтийский).
- 340 год до н. э. — Формальная логика (Аристотель).
- ~300 год до н. э. — Упоминание об использовании угля (Теофраст).
- ~300 год до н. э. — Гелиоцентрическая система мира (Аристарх Самосский).
- ~300 год до н. э. — Тригонометрический метод для определения расстояний до Солнца и Луны и их размеров (Аристарх Самосский).
- 300 год до н. э. — Систематическая разработка дедуктивной геометрии (Евклид).
- ~250 год до н. э. — Закон рычага (Архимед).
- ~250 год до н. э. — Закон Архимеда (Архимед).
- 240 год до н. э. — Закон гидростатики (Архимед).
- Эратосфен подтвердил шарообразность Земли и измерил диаметр планеты.

## Значимые персоны

### Учёные, философы
- Пифагор Самосский.
- Фалес Милетский.
- Анаксагор из Клазомен.
- Гиппас из Метапонта.
- Гиппократ Хиосский.
- Демокрит Абдерский.
- Архит Тарентский.
- Сократ, древнегреческий философ.
- Платон, древнегреческий философ.

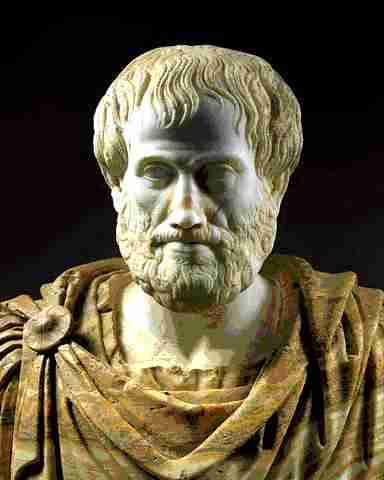
Аристотель

- Аристотель, древнегреческий философ.
- Аристарх Самосский.
- Архимед, древнегреческий учёный.
- Евклид (Эвкли́д), александрийский математик.
- Эратосфен Киренский.
- Гиппарх Никейский.
- Пингала, индийский математик, изобретатель Двоичной системы счисления и понятия ноль.
- Конфуций, китайский философ (VI век до н. э.).
- Будда Гаутама, философ, основатель буддизма (VI век до н. э.).

### Правители, политики, военачальники
- Давид (царь Иудеи и Израиля).
- Соломон (царь Иудеи и Израиля).
- Кир II Великий, основатель Персидской империи (VI век до н. э.).
- Дарий I Гистасп, правитель Персидской империи (V век до н. э.).
- Перикл, афинский государственный деятель.
- Александр Македонский, македонский царь, завоеватель (IV век до н. э.).
- Чандрагупта Маурья, основатель Империи Маурьев (IV век до н. э.).
- Арташес I, царь Великой Армении, основатель династии Арташесидов.
- Ашока Великий, правитель Империи Маурьев (III век до н. э.).
- Цинь Ши Хуан, первый император Китая (III век до н. э.).
- Тигран Великий, армянский император.
- Луций Корнелий Сулла, древнеримский полководец и политик (I век до н. э.).
- Марк Туллий Цицерон, древнеримский оратор, философ и политик (I век до н. э.).
- Гай Юлий Цезарь, древнеримский полководец и политик (I век до н. э.).
- Октавиан Август, древнеримский политик, первый император (принцепс)[2] Римской империи.